# 우후라

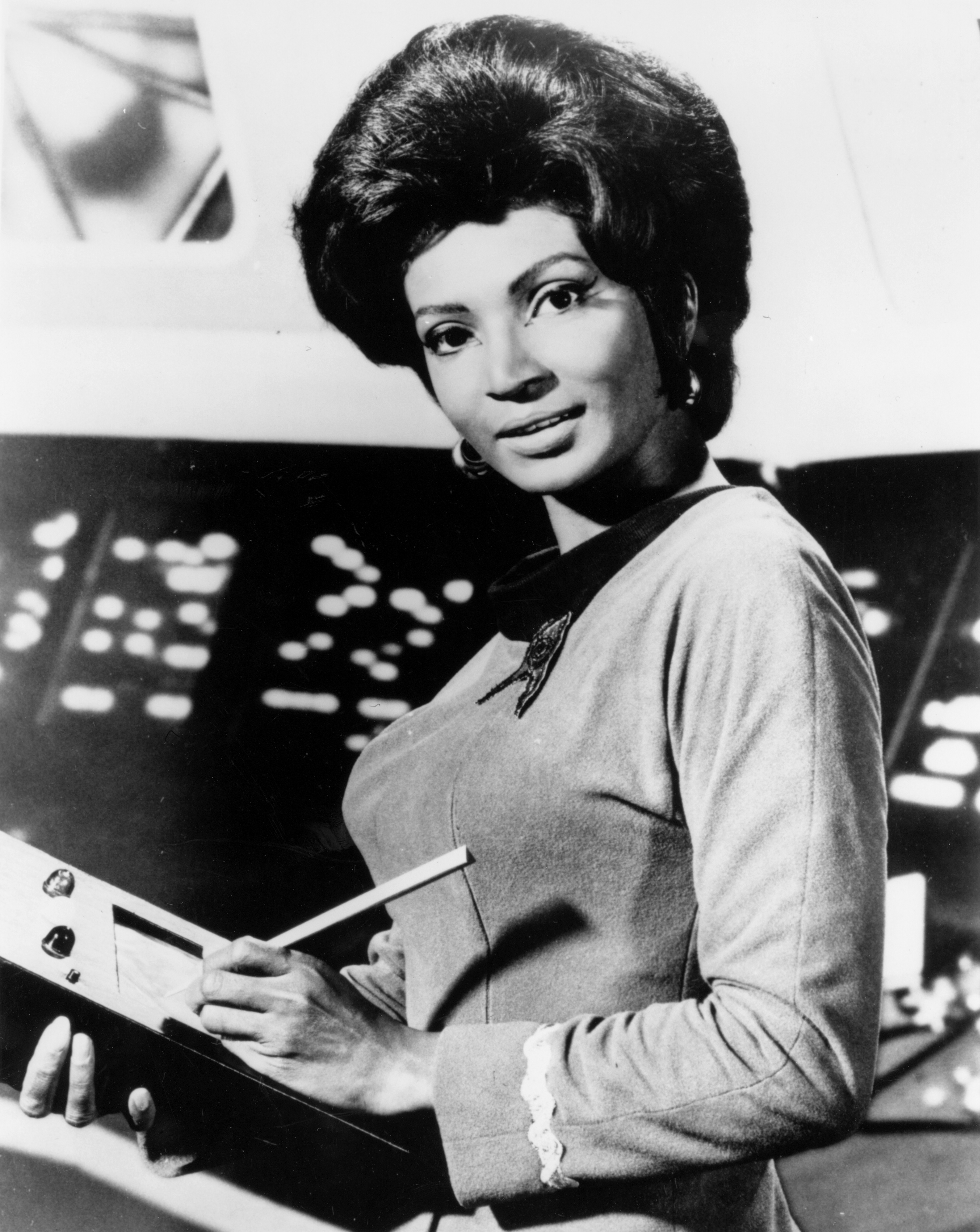
우후라(니셸 니컬스)

우후라(영어: Uhura)는 《스타 트렉 시리즈》의 등장인물이다. USS 엔터프라이즈 호의 통신 장교이다. 처음에 이 역을 맡은 니셸 니컬스 이후, 2009년부터는 조이 살다나가 이 등장인물을 맡아 연기했다.

## 프로필
2239년, 지구의 아프리카 연합(United States of Africa)에서 태어난 여성으로 우주함대의 장교로 등장한다. 스타 트렉에서 등장할 당시 처음 계급은 대위였다.
노래를 잘 부르고, 극중에서도 노래를 부르는 장면이 있었는데, 이것은 등장인물의 연기를 담당한 니콜스의 어린 시절부터 타고난 재능이었다.

## 배우
니셸 니컬스는 스타트렉의 주요 등장인물 중 유일한 흑인계 여성 배우였다. 당시 흑인계 배우가 드라마에 고정 출연했던 것이나, 인종 간에 러브신을 연기한 것은 모두 미국 드라마에서 최초의 사건이었다. 스타트렉의 팬이었던 킹 목사는 “우후라가 흑인 아이들에게 목표였다”고 말했다. 이후 새로운 스타트렉 시리즈에서 가이난을 연기한 우피 골드버그도 니콜스가 연기한 우후라를 보고 배우를 지망했고 밝혔다.
흑인 여성으로서는 최초로 우주왕복선을 타고 우주로 메이 제미슨 역시 우후라의 활약을 보고 그 직업을 선택했던 인물 중 한 명이었다. NASA는 나중에 니컬스를 흑인 홍보 프로그램으로 그녀의 이미지 캐릭터를 채용했다. 제미슨은 이후 스타 트렉: 더 넥스트 제너레이션에서 카메오로 출연을 했고, 실제 우주비행사가 스타트렉 시리즈에 최초로 출연하게 되었다.